# Tiago Marto
Tiago Marto (ur. 5 maja 1986) – portugalski lekkoatleta specjalizujący się w wielobojach.
Dwukrotny brązowy medalista mistrzostw ibero-amerykańskich (2008 oraz 2012). Wielokrotny mistrz Portugalii oraz reprezentant kraju w pucharze Europy w wielobojach.
Rekordy życiowe: dziesięciobój – 7624 pkt. (27 czerwca 2010, Tel Awiw-Jafa); siedmiobój (hala) – 5805 pkt. (17 lutego 2013, Pombal)

## Osiągnięcia
| Rok  | Impreza                              | Miejsce       | Konkurencja   | Lokata      | Wynik     |
| ---- | ------------------------------------ | ------------- | ------------- | ----------- | --------- |
| 2005 | I liga pucharu Europy w wielobojach  | Maribor       | dziesięciobój | 14. miejsce | 6784 pkt. |
| 2006 | II liga pucharu Europy w wielobojach | Monzón        | dziesięciobój | 9. miejsce  | 7056 pkt. |
| 2008 | Mistrzostwa ibero-amerykańskie       | Iquique       | dziesięciobój | 3. miejsce  | 6915 pkt. |
| 2009 | Uniwersjada                          | Belgrad       | dziesięciobój | 7. miejsce  | 7346 pkt. |
| 2010 | II liga pucharu Europy w wielobojach | Tel Awiw-Jafa | dziesięciobój | 2. miejsce  | 7624 pkt. |
| 2011 | Uniwersjada                          | Shenzhen      | dziesięciobój | 9. miejsce  | 7435 pkt. |
| 2012 | Mistrzostwa ibero-amerykańskie       | Barquisimeto  | dziesięciobój | 3. miejsce  | 7338 pkt. |
| 2013 | Halowe mistrzostwa Europy            | Göteborg      | siedmiobój    | 10. miejsce | 5680 pkt. |
| 2013 | II liga pucharu Europy w wielobojach | Ribeira Brava | dziesięciobój | 2. miejsce  | 7603 pkt. |